# Peștera de pe Piciorul Babelor
Peștera de sub Piciorul Babelor este o peșteră formata din conglomerate din Munții Bucegi. 

## Localizare
Plecăm pe traseul turistic ce se îndreaptă de la cabana Babele (2206 m altitudine) spre hotelul Peștera. Chiar înainte de a sosi la marginea abruptului numit Cimitirul Elefanților, denivelare inconfundabilă de circa 20 m, vizibilă tocmai din versantul apusean al Bucegilor, de o parte și cealaltă a potecii se află intrările în Peștera de pe Piciorul Babelor (dreapta, într-o mică depresiune de circa zece metri diametru, aflată cu 8 m mai sus de traseul marcat) și în Avenul de sub Babele (stânga, printre denivelările sterpe a ceea ce s-a dorit a fi pârtie de schi).

## Formare
Peștera de pe Piciorul Babelor este o cavitate formata ca urmare a tracțiunii exercitate de forța gravitațională asupra abruptului din apropiere. Astfel au apărut, în urma ruperii stratelor de rocă, spații subterane paralele cu abruptul, orientate de la sud-est la nord-vest, penetrabile pentru om. Privind de pe poteca turistică se observă, spre sud, în mod evident, fisura paralelă cu abruptul, lungă de zeci de metri.

## Descriere
Peștera de pe Piciorul Babelor este o peșteră din Munții Bucegi descoperită pe 20 iunie 1982 de Ștefan Vârlan. O săptămână mai târziu ea era explorată și cartată de Ică Giurgiu, Ștefan Vârlan, Manus Vișan: 91 m dezvoltare, 14,9 m denivelare, extensie plan 37,2 m. Intrarea se află la 2030 m altitudine. Galeria ce se profilează nu pare și nu este într-adevăr prea îmbietoare ca aspect. Ea se ramifică într-un parcurs superior și unul descendent, care joncționează spre partea terminală a cavității. În prima jumătate a peșterii apare evident conglomeratul pentru ca apoi spațiile să se dezvolte în gresie.